# Тантра

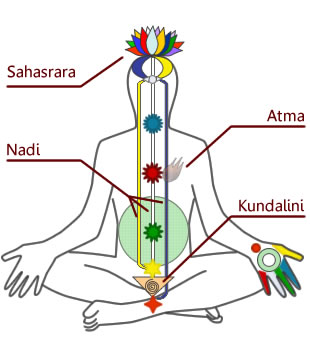
Чакри.

Тантра, Тантризм (санскр. तन्त्र, tantra IAST — тантра — від «тан» — розширювати, букв. переклад — сіть, тканина)  — загальне позначення езотеричних індійських традицій, представлених головним чином в буддизмі, бон та індуїзмі, що використовують мовби "особливі таємні" практики та ініціації, які, як вважається, ведуть до звільнення і духовного розвитку, ці методи вважаються найефективнішими.
Може означати систему, ритуал, доктрину, в езотеричному розумінні — те, що нібито розширює свідомість, знання, мудрість, горизонт буття і реальності. Це холістичний підхід до пізнання загального з погляду індивідуального, вивчення макрокосмосу через вивчення мікрокосмосу. Тантра йога «настояна» на всіх науках — астрономії, астрології, нумерології, фізіогноміці, фізиці, хімії, алхімії, традиційній індійській медицині — для забезпечення практичної реалізації високої філософії в повсякденному житті. Замість того щоб розділяти різні області людських знань, тантра збирає їх разом.

## Основні постулати
Виникла близько 1 ст. в брахманізмі та буддизмі таємна наука про ритуал, яка викладалася в текстах-тантрах (санскр. — тканина, тобто текст) та ін. книгах, оголошених його прихильниками істинними. Тантризм використовує методи йоги і розробив систему езотеричної практики. В основі вчення тантристів лежить ідея людини-мікрокосмосу. З тантризмом тісно пов'язаний шактизм, який відводить особливу роль у світових і священних подіях енергетичному початку, проявленому у вигляді богині Шакті. Тантричні види йоги — кундаліні-йога, лайя-йога. Фактично йога є підготовчою стадією тантри, або інакше тантра — вищі практики йоги.
Тантризм — загальне позначення сект і шкіл індуїзму, що практикують особливі, не пов'язані з брахманічним ритуалом обряди і вважають своїми священними текстами тантри. В цілому Т. притаманні такі характерні риси: 1) переважання нижчих каст у складі сект; 2) наявність, а нерідко і переважання представників неарійських племен і груп у складі сект; 3) сувора езотерічность сект і обрядів; 4) зв'язок осн. обрядів з йогічною практикою; 5) несумісність осн. обрядів з брахманічним ритуалом і нормами брахманічної моралі; 6) міфологія, уявлення про силу Шакті (жін., рідше — чоловічий) як енергетичний початок Всесвіту.
Продукт двох протилежностей: статичного принципу (відпочинок, влада, Шива) і динаміки (рух, енергія, сила,творчість, Шакті). Зовнішня частина всього — це креативний аспект, а всередині кожної динамічної творчості поміщена статика. Гра Шакті не має ні початку, ні кінця. Шакті — божественна сила, що виявляється в знищенні демонічних сил і відновленні балансу (кожен бог в Індуїзмі володіє Шакті і без цієї енергії він безсилий). Вона невтомна, енергія рухається по колу, чергуючи періоди руху і відпочинку.
Енергія зазнає багато змін, руйнується, а після саморегенерується в період відпочинку. Цей процес нескінченний. Тантристи вірять, що поки цей феноменальний світ існує, існує і Мати Всесвіту, яка є творець, хранитель і руйнівник. Тому в Тантрах вона шанована, як Божественна.
Тантри стверджують, що бажання природні, і поки ми поміщені в своєму тілі, вони у нас будуть. Наші органи чуття — це вікна, через які до нас потрапляють бажання. Постійну наявність бажань будить (викликає) томління, прагнення і любов до об'єкта бажання. Велика частина наших бажань пов'язана з фізичним тілом і його комфортом. Люди стають рабами своїх інстинктів, які формують нижчу частину особи, і роблять їх жертвами самоти, незадоволеності, самозакоханості і нещастя.
Тантра пропонує практичні способи репрограмування свідомості і бажань шляхом фізичного і ритуального очищення, дихальних вправ (пранаяма), споглядання, наочності, повторення мантр. Вона допомагає розкрити нашу божественну природу, досягти мукті — звільнення без відмови від бхукті — матеріальних насолод.
Характерні риси тантричної садхани — використання мантр, янтр, мудр, ньяс, візуалізації. Більшість течій обстоює інтегральний підхід до садхани — і бхога (матеріальні задоволення) і йога (єднання із духовним), і на відміну від ортодоксального брахманізму не вітає довгої і жорсткої аскези, та не має кастових обмежень і розрізнення.

## Основні течії тантри
Основні течії:
- індуська тантра
- буддійська Ваджраяна
- джайнська
- неотантризм

Священні тексти присвячені тантризму називають Тантри.
Вчення Тантри багато хто відносить до індуїстських релігійних течій. Хоча тантризм має всі ознаки самостійної традиції — це й віровчення, своєрідна культова і йогічна практика, священні книги-тантри й цілий ряд інших рис окремої релігії, — більшість учених, та й самих тантристів розглядають його як особливу форму індуїзму.
Індійська тантра існує у формах Шайва (Капаліка, кашмірський шиваїзм, шайва-сіддханта, агхорі(найекстремальніші практики)), Вайшнава (Сагаджія), Ганапатья (культ Ганеші), Саурья, Шакта. Також використовується у Бон, Сикхізмі, Сінгон, нью-ейдж, з тантрою тісно пов'язані кундаліні-йога, рейкі, ціґун, даосизм.
Буддійська Тантра (Ваджраяна, Мантраяна або Тантраяна) має власне походження і тексти. Вчення Тантри (Ваджраяни) повідомив сам Гаутама Будда. В Китаї Тантра з'явилась як вчення Мідзун (Таємне слово або мантра). Панчаратра-агама (збір вайшнавських тантричних писань) поділяє Тантру на п'ять видів (за іменами їх творців: Шиви, Вішну, Брахми, Сурї та Кумарів): «Шайва, шакта, брахма, саура и каумара — так п'ятикратно поділяється Тантра і ті хто її оголосив». 
Слово «тантра» має кілька значень: «таємне знання», «магія», «практика», «вчення», «порятунок за допомогою тіла» і навіть «процес ткацтва». Але священні тексти-тантри дають зовсім інше трактування цього терміну: «вчення називається Тантрою тому, що розкриває знання про істинну суть усього — таттву, і тим самим рятує».
Походження тантризму пов'язане з культом Великої Богині-Матері. Форми релігії, подібні до індійського тантризму, існували майже у всіх народів давнини: це культи Астарти в Ассирії й Палестині, Ісіди — у Єгипті, Афродіти — у Греції, Венери — у Римі, Кібели — у Малій Азії, Іштар — Месопотамії, Аматерасу — у Японії, Шакті — в Індії, Лади — у давніх слов'ян. Деякі риси цього світогляду збереглися і після прийняття християнства у вигляді вшанування Богоматері (напр. серед запорозьких козаків).
Сучасний тантризм складався під впливом ведійської релігії, брахманізму й буддизму, однак риси давнього шанування Богині-Матері добре збереглися й понині. Тантри як книги з духовних практик називаються «садхана- шастри».
Тантристи вважають своє віровчення універсальною релігією всіх людей, з якої розвинулися й черпають свою духовну силу інші релігії. В одній з найшанованіших тантр — «Маха нірвана-тантрі» — стверджується: «Всі люди на землі — від високонароджених брахманів до найнижчих недоторканих — здібні дотримуватися вічного Шляху Тантри».
Тантрична традиція неоднорідна й складається з великої кількості різних течій і сект. Як правило, їхні прихильники взаємно визнають один одного одновірцями (переважно шактизм і шайвізм). За всією різноманітністю тантричних культів всі вони зводяться до чотирьох основних типів: «тантра правої руки», «тантра лівої руки», реформований універсалістський шактизм і архаїчний тантризм з елементами шаманства, розповсюджений серед племен півострова Індостан.
Послідовники «тантри правої руки» шанують Богиню-Матір відповідно до приписів ортодоксального індуїзму і додержуються правил ведійської соціальної поведінки.
Прихильники «тантри лівої руки», навпаки, зберігають у своїй практиці ознаки архаїчного культу й використовують у своїх обрядах багато чого з того, що для інших індуїстів уважається неприйнятним (приношення в жертву тварин, вживання м'яса, риби, вина, ганжі, ігнорування кастових розрізнень, магічні обряди). Зокрема ритуал для посвячених у кулу (тантричний клан) — «5М» (Панчамакара) завершується тантричним сексом (майтгуна).
Одним із засновників універсалістського шактізму можна вважати індуїстського містика й гуманіста Шрі Рамакрішну (1836—1886). Погляди «універсалістів» характерні для представників «Місії Рамакрішни» і деяких інших реформістських течій сучасного індуїзму. «Універсалісти» відійшли від ортодоксального тантризму. Хоча вони й зберігають у своєму віровченні деякі давні елементи (особливо культ жіночого начала), але фактично їх треба розглядати як типових представників неоіндуїстських течій.
«Кула-арнава-тантра» розрізняє 7 типів керівництва — веда-акара — ведійський шлях (ортодоксальний брахманізм), вайшнава-акара — шлях відданих Вішну, шайва-акара — шлях відданих Шіви, дакшина-акара — шлях правої руки, вама-акара — шлях лівої руки (включає сакральний статевий акт), сіддханта-акара — шлях лівої руки (вища форма, внутрішнє поклоніння), каула-акара — вища форма практики, синтез шкіл правої і лівої руки.
 Каула має дві школи — йогіні-каула (очолюють жінки), сіддха-каула (очолюють чоловіки). До неї відносять південноіндійську традицію шрі-відья та кашмірську крама. Одним з найважливіших тантричних культів є культ 64 йогіні, на честь яких створювали храми круглої форми, найвідоміші з яких входять у храмовий комплекс Кхаджурахо.

## Тантра в буддизмі
В контексті вчення тибетського буддизму Ваджраяни тантра у значенні «неперервності» вказує на фундаментальну ознаку свідомості будь-якої живої істоти — невпинну, неперервну тривалість або «вічність».
Згідно із традицією Ваджраяни, пробуджена свідомість Будди завдяки тантрі виявляє себе в усіх живих істотах. Сучасний тибетський вчитель Дзогчен Намкай Норбу, розглядаючи зміст тантри, стверджував насамперед динамічний, або енергетичний аспект цієї неперервної пробудженої свідомості Будди як основи буття. Він писав: «значення слова тантра — неперервність передбачає природу енергії первісного стану, яка проявляється постійно».
Лідер буддистів Тибету — далай-лама XIV звертає увагу на те, що тантра містить в собі водночас складові сансари та нірвани, проявляючи відповідні елементи в континуальному протіканні свідомості.
Буддійська тантра є складною системою езотеричних, містичних вчень, а також ритуальних, йоґічних і медитативно-споглядальних методів практики в максимально короткі терміни. Відповідно, робота ведеться в межах цієї традиції на різних рівнях свідомості та несвідомого, демонструючи специфічно психолого-релігійний, психопрактичний акцент.